# Îles Raevski
Pour les articles homonymes, voir Raïevski.
Les Îles Raevski sont un groupe d'atolls au centre de l'archipel des Tuamotu, en Polynésie française. Il se constitue de trois petits atolls inhabités : Hiti, Tepoto Sud et Tuanake, rattachés administrativement à la commune de Makemo et à la commune associée de Katiu. La superficie cumulée des trois atoll est de 9,06 km2.

## Histoire
La première mention par un Européen des îles Raevski date du 15 juillet 1820 lorsque Fabian Gottlieb von Bellingshausen, explorateur allemand au service de la Russie, leur attribue ce nom en mémoire du général russe Nikolaï Raïevski.